# Andrena elmaria
Andrena elmaria là một loài Hymenoptera trong họ Andrenidae. Loài này được Gusenleitner mô tả khoa học năm 1998.